# Gilli-danda

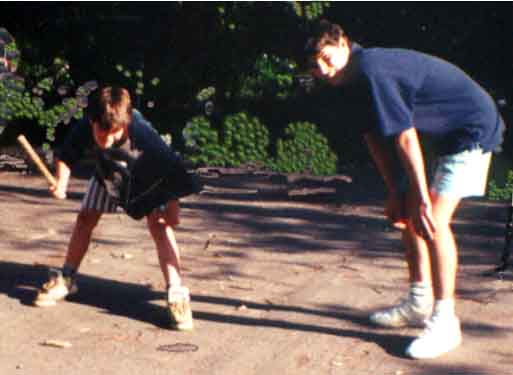
Gilli-danda

Gilli-danda is een Indiase amateursport.

## Uitrusting
Een gilli is een stok van 13 cm met puntige uiteinden. De gilli is 3 cm dik. Een danda is een stok van 33 cm lang en deze wordt, net als de bat bij cricket gebruikt om de gilli mee te slaan.

## Spelwijze
Doordat het geen officiële sport is en het verspreidingsgebied van het spel groot is, variëren de regels van gebied tot gebied.
De gilli wordt in een gat van ongeveer 4 cm in de grond gezet. Met de danda probeert men de gilli uit het gat te wippen en te slaan. In het veld staan spelers en als iemand de gilli vangt is de slagman uit. Als de gilli op de grond landt kunnen de veldspelers de gilli pakken en naar het gat schieten.

## Trivia
In de Bollywoodfilm Lagaan zegt hoofdrolspeler Bhuvan (Aamir Khan) dat cricket erg op gilli-danda lijkt en de dorpelingen daarom makkelijk de Engelse uitdagers moeten kunnen verslaan.